# 對馬秀成
對馬 秀成（つしま ひでなり、2000年1月16日 - ）は、日本の男性声優、ナレーター。岩手県陸前高田市出身。

## 来歴
中学校時代は不登校で、3年間で17日しか出席していなかった。
高校は岩手県立高田高等学校に在学。主に魚の生態調査についての活動を行っており、東海大学と共同研究を行った実績がある。
2020年に日本工学院専門学校卒業ドラフト制オーディションにて127社のうち58社に札を上げられた。上がった札の数は同学年の男性では2番目に多かった。その後、株式会社ガジェットリンクに所属。現在は事務所を退所し、フリーで活動している。
配信アプリREALITY内での誕生日配信にて67万円の売上を上げたことをきっかけに、事務所作成のラジオドラマ「そして火は灯る」に出演。
その後、Spotify上で配信されている「イミコワ|意味がわかると怖い話」に出演し、エピソード「ラジカセ」では主役、エピソード「点検」では後輩役で出演している。

### 略歴
- 2020年、4月よりガジェットリンクに所属
- 2020年、8月25日にbilibili動画のSORA_VOICEにて登録者42000人
- 2021年、5月よりガジェットリンクと提携しているREALITYにて配信開始
- 2024年、3月16日にガジェットリンク退所
- 2024年、8月27日にVtuber事務所のasobiliveに所属
- 2024年、9月28日にasobiliveを退所

## 動画投稿について

### YouTube
ラップが得意で、オリジナルのラップを投稿している。またラップアレンジも投稿している。

### TilTok
「家電を口説いてみたシリーズ」を投稿しており、掃除機編では9万回再生を突破している（2024年12月1日現在）。

## 出演

### ボイスドラマ
- そして火は灯る (2021年9月23日、YouTube) - 主役[2]
- イミコワ｜意味がわかると怖い話 「点検」 (2021年11月10日、Spotify) - 後輩役[3]
- イミコワ｜意味がわかると怖い話 「ラジカセ」- 主役[4]
- christmas present (2021年12月25日、YouTube)[5]
- だれも知らない話 (2023年11月15日) - 主役[6]

### 映画
- 子供はわかってあげない（2021年8月20日） - 白石役

### 朗読劇
- Voive Works TOKYO 「OCHIGEKI!」 (2023年12月25日) - 主役

### その他
- SynClub(AIチャットサービス)への2種類の声の提供

### 動画
1. ↑   (日本語) 掃除機編 2022年12月23日閲覧。